# Christian Reif
Christian Reif (Spira, 24 ottobre 1984) è un lunghista tedesco, campione europeo a Barcellona 2010.

## Biografia
Ai campionati europei di Barcellona 2010 il suo salto di 8,47 m, oltre la medaglia d'oro e il record personale, ha valso anche il nuovo record dei campionati, nonché la miglior prestazione mondiale stagionale 2010.

## Progressione

### Salto in lungo
| Stagione | Misura | Luogo      | Data      | Rank. Mond. |
| -------- | ------ | ---------- | --------- | ----------- |
| 2011     | 8,26 m | Wesel      | 13-6-2011 | 6º          |
| 2010     | 8,47 m | Barcellona | 1-8-2010  | 1º          |
| 2009     | 8,18 m | Parigi     | 9-9-2009  |             |
| 2008     | 7,80 m | Wesel      | 25-6-2008 |             |
| 2007     | 8,19 m | Osaka      | 29-8-2007 |             |
| 2006     | 7,90 m | Eisenberg  | 1-9-2006  |             |

## Palmarès
| Anno | Manifestazione  | Sede       | Evento         | Risultato | Prestazione | Note                                                  |
| ---- | --------------- | ---------- | -------------- | --------- | ----------- | ----------------------------------------------------- |
| 2007 | Europei indoor  | Birmingham | Salto in lungo | 14º       | 7,58 m      |                                                       |
| 2007 | Mondiali        | Osaka      | Salto in lungo | 9º        | 7,95 m      |                                                       |
| 2010 | Mondiali indoor | Doha       | Salto in lungo | 5º        | 7,86 m      |                                                       |
| 2010 | Europei         | Barcellona | Salto in lungo | Oro       | 8,47 m      | Record dei campionati · Miglior prestazione personale |
| 2011 | Mondiali        | Taegu      | Salto in lungo | 7º        | 8,19 m      |                                                       |
| 2012 | Giochi olimpici | Londra     | Salto in lungo | 13º       | 7,92 m      |                                                       |
| 2013 | Europei indoor  | Göteborg   | Salto in lungo | Bronzo    | 8,07 m      |                                                       |
| 2013 | Mondiali        | Mosca      | Salto in lungo | 6º        | 8,22 m      |                                                       |
| 2014 | Mondiali indoor | Sopot      | Salto in lungo | 8º        | 7,75 m      |                                                       |
| 2014 | Europei         | Zurigo     | Salto in lungo | 8º        | 7,95 m      |                                                       |

## Altre competizioni internazionali
2009
- Oro al DécaNation ( Parigi), salto in lungo - 8,18 m

2010
- Bronzo in Coppa continentale ( Spalato), salto in lungo - 7,99 m[3]

2011
- Campionati europei a squadre di atletica leggera ( Stoccolma)

2013
- Campionati europei a squadre di atletica leggera ( Gateshead)

2014
- Campionati europei a squadre di atletica leggera ( Braunschweig)